# WYOU
WYOU est une station de télévision américaine située à Wilkes-Barre (Pennsylvanie) et affiliée au réseau CBS. Elle sert aussi le marché de Scranton. La station appartient à Mission Broadcasting mais opérée par Nexstar Media Group, les propriétaires de WBRE-TV (NBC), sous une entente commerciale.

## Télévision numérique terrestre
| Canal virtuel | Image | Aspect | Programmation                          |
| ------------- | ----- | ------ | -------------------------------------- |
| 22.1          | 1080i | 16:9   | Programmation principale WYOU / CBS HD |
| 22.2          | 480i  | 16:9   | Court TV Mystery (en)                  |
| 22.3          | 480i  | 16:9   | Bounce TV                              |
| 22.4          | 480i  | 16:9   | Cozi TV                                |